# Trachelanthus seravschanicus
Trachelanthus seravschanicus är en strävbladig växtart som beskrevs av Boris Fedtjenko. Trachelanthus seravschanicus ingår i släktet Trachelanthus och familjen strävbladiga växter. Inga underarter finns listade i Catalogue of Life.